# Pattinam
Pattinam é uma panchayat (vila) no distrito de Namakkal, no estado indiano de Tamil Nadu.

## Demografia
Segundo o censo de 2001,  Pattinam  tinha uma população de 8187 habitantes. Os indivíduos do sexo masculino constituem 51% da população e os do sexo feminino 49%. Pattinam tem uma taxa de literacia de 58%, inferior à média nacional de 59.5%: a literacia no sexo masculino é de 67% e no sexo feminino é de 50%. Em Pattinam, 10% da população está abaixo dos 6 anos de idade.